# Неон-Фалирон
Неон-Фалирон (греч. Νέον Φάληρον) — район Пирея в Греции. Расположен на берегу бухты Фалирон залива Сароникос Эгейского моря.
В Неон-Фалироне находится станция метро «Фалиро».
Населённый пункт Неон-Фалирон существовал с 1889 года (ΦΕΚ 251Α). Сообщество Неон-Фалирон (Κοινότητα Νέου Φαλήρου) создано в 1925 году (ΦΕΚ 48Α). В 1946 году (ΦΕΚ 112Α) сообщество было признано общиной (Δήμος Νέου Φαλήρου). В 1968 году (ΦΕΚ 163Α) Неон-Фалирон вошёл в состав города Пирей.
В начале XX века в Неон-Фалироне начала работать тепловая электростанция.
Для первых современных Летних Олимпийских игр 1896 года в Неон-Фалироне в 1895 году был построен Велодром Нео Фалирон. На этом велодроме французский велогонщик Поль Массон завоевал три золотые медали в соревнованиях по велотреку. В 1920 году стадион стали использовать для футбола. В 1960 году велодром был реконструирован в стадион «Георгиос Караискакис» с футбольным полем и легкоатлетическим комплексом. Перед Летними Олимпийскими играми 2004 года стадион был снесён и на его месте построен новый футбольный стадион, который использовался для соревнований по футболу на Олимпийских играх 2004 года и является домашним стадионом клуба «Олимпиакос». Рядом с футбольным стадионом находится многофункциональный Стадион мира и дружбы, на котором были проведены соревнования по волейболу на летних Олимпийских играх 2004 года.